# Lofthus
Lofthus is een plaats in de Noorse gemeente Ullensvang, provincie Vestland. Lofthus telt 554 inwoners (2007) en heeft een oppervlakte van 0,99 km². Het dorp is zetel voor het tingrett voor de omliggende streek.